# Глосарій алгебричної геометрії
| Зміст: | А Б В Г Ґ Д Е Є Ж З И І Ї Й К Л М Н О П Р С Т У Ф Х Ц Ч Ш Щ Ю Я |

## А
абелів многовид
Повна алгебрична група. Наприклад, комплексний многовид {\displaystyle \mathbb {C} ^{n}/\mathbb {Z} ^{2n}} або еліптична крива {\displaystyle E} над скінченним полем {\displaystyle \mathbb {F} _{q}}.
алгебрична група
Алгебричний многовид, який також є групою, причому групові операції є морфізмами многовидів.
алгебрична множина
Зведена відокремлювана схема скінченного типу над полем. Алгебричний многовид — це зведена незвідна алгебрична схема.
алгебрична схема
Відокремлювана схема скінченного типу над полем. Наприклад, алгебричний многовид — це зведена незвідна алгебрична схема.
алгебричне векторне розшарування
Локально вільний пучок скінченного рангу.
алгебричний многовид
Ціла відокремлювана схема скінченного типу над полем.
арифметичний рід
Арифметичний рід проєктивного многовиду X розмірності r — це {\displaystyle (-1)^{r}(\chi ({\mathcal {O}}_{X})-1)}.
артінова схема
0-вимірна нетерова схема.
афінний
Афінний простір — це, грубо кажучи, векторний простір, у якому ми забули, яка точка є початком координат.
Афінний многовид — це многовид в афінному просторі.
Афінна схема — це схема, ізоморфна спектру деякого комутативного кільця.
Морфізм називають аффінним, якщо прообраз будь-якої відкритої афінної підмножини афінний. Важливі класи афінних морфізмів - векторні розшарування і скінченні морфізми.

## Б
біраціональний морфізм
Біраціональний морфізм схем — це морфізм схем, який індукує ізоморфізм їхніх щільних відкритих підмножин. Приклад біраціональних морфізмів - відображення, індуковані роздуттям.

## В
відкрита підсхема
Відкрита підсхема схеми X — це відкрита підмножина U зі структурним пучком {\displaystyle {\mathcal {O}}_{X}|_{U}}.
відокремлюваний
Відокремлюваний морфізм — це морфізм {\displaystyle f}, такий, що  діагональ розшарованого добутку {\displaystyle f} із собою замкнута.
Як наслідок, схема {\displaystyle X} відокремлювана, коли діагональне вкладення {\displaystyle X} в схемний добуток {\displaystyle X} із собою є замкнутим вкладенням.

Зауважимо, що топологічний простір Y гаусдорфів, якщо і тільки якщо діагональне вкладення
{\displaystyle Y{\stackrel {\Delta }{\longrightarrow }}Y\times Y}
замкнуте. Відмінність між топологічним і алгебро-геометричним випадками полягає в тому, що топологічний простір схеми {\displaystyle X\times _{{\textrm {Spec}}(\mathbb {Z} )}X} відрізняється від добутку топологічних просторів.

Будь-яка афінна схема  Spec A  відокремлювана, оскільки діагональ відповідає сюр'єктивному відображенню кілець: {\displaystyle A\otimes _{\mathbb {Z} }A\rightarrow A,a\otimes a'\mapsto a\cdot a'}.
власний морфізм
Відокремлюваний універсально замкнутий морфізм скінченного типу. Морфізм схем f: X → Y називають універсально замкнутим, якщо для будь-якої схеми Z з морфізмом Z → Y проєкція з розшарованого добутку {\displaystyle X\times _{Y}Z\to Z} є замкнутим відображенням топологічних просторів (переводить замкнуті множини в замкнуті).

## Г
геометричний рід
Геометричний рід гладкого проєктивного многовиду X розмірності n — це
{\displaystyle \dim \Gamma (X,\Omega _{X}^{n})=\dim \operatorname {H} ^{n}(X,{\mathcal {O}}_{X})}
(де рівність — це теорема двоїстості Серра.
гладкий
Гладкі морфізми — це багатовимірний аналог етальних морфізмів. Існує кілька різних визначень гладкості. Такі визначення гладкості морфізму f : Y → X еквівалентні:
1) для будь-якої точки y ∈ Y існують відкриті афінні околи V і U точок y, x=f(y), відповідно, такі, що обмеження f на V розкладається в композицію етального морфізму і проєкції з n-вимірного проєктивного простору над U.
2) f плоский, локально скінченно подаваний, і для будь-якої геометричної точки {\displaystyle {\bar {y}}} в Y (морфізму з алгебрично замкнутого поля {\displaystyle k({\bar {y}})} в Y), геометричний шар {\displaystyle X_{\bar {y}}:=X\times _{Y}\mathrm {Spec} (k({\bar {y}}))} є гладким многовидом над {\displaystyle k({\bar {y}})} в сенсі класичної алгебричної геометрії.
Гладка схема над досконалим полем k — це регулярна схема локально скінченного типу.
Схема X над полем k гладка, якщо вона геометрично гладка: схема {\displaystyle X\times _{k}{\overline {k}}} гладка.
група Пікара
Група Пікара X — це група класів ізоморфізму лінійних розшарувань на X, групова операція в якій — тензорний добуток.

## Д
домінантний
Морфізм f : X → Y називають домінантним, якщо образ f(X) щільний. Морфізм афінних схем Spec A → Spec B домінантний, якщо і тільки якщо ядро відповідного відображення B → A міститься в нільрадикалі B.
дотичний простір
Див. дотичний простір Зарицького.
дуалізувальний пучок
Когерентний пучок {\displaystyle \omega _{X}} на X, такий що двоїстіость Серра
{\displaystyle H^{n-i}(X,F^{\vee }\otimes \omega )\simeq H^{i}(X,F)^{*}}
має місце для будь-якого когерентного пучка F на X; наприклад, якщо X — гладкий проєктивний многовид, то це - канонічний пучок.
дуже рясний
Лінійне розшарування L на многовиді  X  дуже рясне, якщо X можна вкласти в проєктивний простір, так що L буде обмеженням скручувального пучка Серра O(1).

## Е
етальний
Морфізм f : Y → X етальний, якщо він плоский і нерозгалужений. Існує кілька інших еквівалентних визначень. У разі гладких многовидів {\displaystyle X} і {\displaystyle Y} над алгебрично замкнутим полем, етальні морфізми — це морфізми, що індукують ізоморфізм дотичних просторів {\displaystyle df:T_{y}Y\rightarrow T_{f(y)}X}, що збігається зі звичайним визначенням етальних відображень у диференціальній геометрії.
ефективний дивізор Картьє
Ефективний дивізор Картьє на схемі X над S — це замкнута підсхема X, яка є плоскою над S і пучок ідеалів якої оборотний.

## З
замкнутий
Замкнуті підсхеми схеми X будуються за допомогою такої конструкції. Нехай J - квазікогерентний пучок ідеалів. Носій факторпучка {\displaystyle {\mathcal {O}}_{X}/J} - замкнута підмножина Z в X і {\displaystyle (Z,({\mathcal {O}}_{X}/J)|_{Z})} - це схема, називана замкнутою підсхемою, визначеною квазікогерентним пучком ідеалів J. Причина того, що визначення замкнутої підсхеми залежить від такої конструкції полягає в тому, що, на відміну від відкритих підмножин, замкнуті підмножини схеми мають не єдину структуру схеми.
зведена схема
Схема, локальні кільця якої не мають ненульових нільпотентів.
зв'язаний
Схема зв'язана, якщо вона зв'язана як топологічний простір. Афінна схема Spec(R) зв'язана, якщо і тільки якщо кільце R не має ідемпотентів, крім 0 і 1.

## К
канонічна модель
Канонічна модель — це Proj канонічного кільця (скінченно породженого).
канонічний
Канонічний пучок на нормальному многовиді X розмірності n — це пучок {\displaystyle \omega _{X}=i^{*}\Omega _{U}^{n}} диференціальних форм степеня n на підмножині гладких точок {\displaystyle i:U\to X}.
Канонічний клас {\displaystyle K_{X}} на нормальному многовиді X — це клас дивізорів, такий, що {\displaystyle {\mathcal {O}}_{X}(K_{X})=\omega _{X}}.
Канонічний дивізор — це представник канонічного класу {\displaystyle K_{X}}, який позначають тим самим символом (визначений не однозначно).
Канонічне кільце на нормальному многовиді X — кільце перерізів канонічного пучка.
квазівідокремлюваний
Морфізм f : Y → X називають квазівідокремлюваним, якщо діагональний морфізм Y → Y ×XY квазікомпактний. Схема Y квазівідокремлювана, якщо морфізм із неї в Spec(Z) квазівідокремлюваний.
квазікомпактний морфізм
Морфізм f : Y → X називають квазікомпактним, якщо для деякого (а отже й для будь-якого) відкритого афінного покриття X множинами Ui = Spec Bi, прообрази f−1(Ui) компактні.
квазіскінченний морфізм
Морфізм скінченного типу, який має скінченні шари.
кільце перерізів
Кільце перерізів лінійного розшарування L на схемі X — це градуйоване кільце {\displaystyle \oplus _{0}^{\infty }\Gamma (X,L^{n})}.

## Л
локально нетерова схема
Схема, покрита спектрами нетерових кілець. Якщо спектрів скінченне число, схему називають нетеровою.
локально факторіальна схема
Схема, локальні кільця якої факторіальні.

## М
многовид Фано
Гладкий проєктивний многовид, у якого антиканонічний пучок {\displaystyle \omega _{X}^{-1}} рясний.
многочлен Гільберта
Многочлен Гільберта проєктивної схеми X над полем — це ейлерова характеристика {\displaystyle f(s)=\chi ({\mathcal {O}}_{X}(s))}.
морфізм (локально) скінченного типу
Морфізм f : Y → X локально скінченного типу, якщо {\displaystyle X} можна покрити відкритими афінними підмножинами {\displaystyle {\text{Spec }}B}, такими, що кожен прообраз {\displaystyle f^{-1}({\text{Spec }}B)} можна покрити відкритими афінними підмножинами {\displaystyle {\text{Spec }}A} де кожне {\displaystyle A} скінченно породжене як {\displaystyle B}-алгебра.

Морфізм f : Y → X скінченного типу, якщо {\displaystyle X} можна покрити відкритими афінними підмножинами {\displaystyle {\text{Spec }}B}, такими, що кожен прообраз {\displaystyle f^{-1}({\text{Spec }}B)} можна покрити скінченним числом відкритих афінних підмножин {\displaystyle {\text{Spec }}A}, де кожне {\displaystyle A} скінченно породжене як {\displaystyle B}-алгебра.

## Н
незвідна схема
Схему називають незвідною, якщо вона (як топологічний простір), не є об'єднанням двох власних замкнених підмножин.
нерозгалужений морфізм
Для точки {\displaystyle y\in Y}, розглянемо відповідний морфізм локальних кілець

{\displaystyle f^{\#}\colon {\mathcal {O}}_{X,f(y)}\to {\mathcal {O}}_{Y,y}}.
Нехай {\displaystyle {\mathfrak {m}}} — максимальний ідеал {\displaystyle {\mathcal {O}}_{X,f(y)}}, і нехай
{\displaystyle {\mathfrak {n}}=f^{\#}({\mathfrak {m}}){\mathcal {O}}_{Y,y}}
це ідеал, породжений образом {\displaystyle {\mathfrak {m}}} в {\displaystyle {\mathcal {O}}_{Y,y}}. Морфізм {\displaystyle f} називають нерозгалуженим, якщо він локально скінченного типу і для всіх {\displaystyle y\in Y}, {\displaystyle {\mathfrak {n}}} — максимальний ідеал кільця {\displaystyle {\mathcal {O}}_{Y,y}} і індуковане відображення
{\displaystyle {\mathcal {O}}_{X,f(y)}/{\mathfrak {m}}\to {\mathcal {O}}_{Y,y}/{\mathfrak {n}}}

є скінченним сепарабельним розширенням полів.
нормальна схема
Цілу схему називають нормальною, якщо її локальні кільця цілозамкнуті.

## О
образ
Якщо f : Y → X — морфізм схем, то теоретико-схемний образ f — це однозначно визначена замкнута підсхема i : Z → X, яка задовольняє такій універсальній властивості:
1. f пропускається через i,
2. якщо j : Z′ → X — будь-яка замкнута підсхема X, така, що f пропускається через j, то i також пропускається через j.

## П
плоский морфізм
Морфізм, що індукує плоскі відображення шарів. Гомоморфізм кілець A → B називають плоским, якщо він робить B плоским A-модулем.
плюрирод
n-й плюрирод гладкого проєктивного многовиду — це {\displaystyle \dim \Gamma (X,\omega _{X}^{\otimes n})}.
проєктивний
Проєктивний многовид — це замкнутий підмноговид проєктивного простору.
Проєктивна схема над схемою S — це S-схема, яка пропускається через деякий проєктивний простір {\displaystyle \mathbf {P} _{S}^{N}\to S} як замкнута підсхема.
Проєктивні морфізми визначають подібно до афінних морфізмів: f : Y → X називають проєктивним, якщо він розкладається в композицію замкнутого вкладення і проєкції проєктивного простору {\displaystyle \mathbb {P} _{X}^{n}:=\mathbb {P} ^{n}\times _{\mathrm {Spec} \mathbb {Z} }X} на {\displaystyle X}.

## Р
регулярна схема
Схема, локальні кільця якої — регулярні локальні кільця.
рід
Див. #арифметичний рід, #геометричний рід.
роздуття
Роздуття - це біраціональне перетворення, яке замінює замкнуту підсхему ефективним дивізором Картьє. Точніше, для нетерової схеми X і замкнутої підсхеми {\displaystyle Z\subset X}, роздуття Z в X - це власний морфізм {\displaystyle \pi :{\widetilde {X}}\to X}, такий, що (1) {\displaystyle \pi ^{-1}(Z)\hookrightarrow {\widetilde {X}}} є ефективним дівізором Картьє, званим винятковим дивізором і (2) {\displaystyle \pi } - універсальний об'єкт із властивістю (1).
розмірність Кодайри
Розмірність канонічної моделі.
рясний
Рясне лінійне розшарування - це лінійне розшарування, деякий тензорний степінь якого дуже рясний.

## С
скінченний морфізм
Морфізм f : Y → X — скінченний, якщо {\displaystyle X} можна покрити відкритими афінними множинами {\displaystyle {\text{Spec }}B}, такими, що кожне {\displaystyle f^{-1}({\text{Spec }}B)} афінне — має вигляд {\displaystyle {\text{Spec }}A} — і {\displaystyle A} скінченно породжене як {\displaystyle B}-модуль.
скінченно подаваний
Якщо y — точка Y, то морфізм f скінченно подаваний в y, якщо існує відкритий афінний окіл U точки f(y) і відкритий афінний окіл V точки y, такий, що f(V) ⊆ U і {\displaystyle {\mathcal {O}}_{Y}(V)} — скінченно подавана алгебра над {\displaystyle {\mathcal {O}}_{X}(U)} (фактор скінченно породженої алгебри за скінченно породженим ідеалом). Морфізм f локально скінченно подаваний, якщо він скінченно подаваний у всіх точках Y. Якщо X локально нетерова, то f локально скінченно подаваний, якщо і тільки якщо він локально скінченного типу.

Морфізм f : Y → X скінченно подаваний, якщо він локально скінченно подаваний, квазікомпактний і квазівідокремлюваний. Якщо X локально нетерова, то f скінченно подаваний, якщо і тільки якщо він скінченного типу.
схема
Схема - це локально окільцьований простір, локально ізоморфний спектру комутативного кільця.

## Т
точка
Схема {\displaystyle S} — це локально окільцьований простір, і отже топологічний простір, але слово точка {\displaystyle S} має три значення:
1. точка {\displaystyle P} підлеглого топологічного простору;
2. {\displaystyle T}-точка {\displaystyle S} — це морфізм із {\displaystyle T} в {\displaystyle S}, для будь-якої схеми {\displaystyle T};
3. геометрична точка схеми {\displaystyle S}, визначеної над (з морфізмом у) {\displaystyle {\textrm {Spec}}(K)}, де {\displaystyle K} — поле, це морфізм із {\displaystyle {\textrm {Spec}}({\overline {K}})} в {\displaystyle S}, де {\displaystyle {\overline {K}}} — алгебричне замикання {\displaystyle K}.

## Ц
ціла схема
Зведена незвідна схема. Для локально нетерової схеми, бути цілою еквівалентно тому, щоб бути зв'язаною і покритою спектрами областей цілісності

## Ш
шар
Для морфізму схем {\displaystyle f:X\to Y}, шар f над y, як множина, — це прообраз {\displaystyle f^{-1}(y)=\{x\in X|f(x)=y\}}; він має природну структуру схеми над полем лишків точки y як розшарований добуток {\displaystyle X\times _{Y}\{y\}}, де {\displaystyle \{y\}} має природну структуру схеми над Y як спектр поля лишків точки y.